# Лісова Поляна (Ніжинський район)
Лісова́ Поля́на —  село в Україні, у Батуринській територіальній громаді Ніжинського району Чернігівської області.

## Історія
Засноване не пізніше середини ХІХ століття. До 1964 року село називалося Кучугури. В населеному пункті є цвинтар, на якому поховані воїни Радянської Армії, загиблі під час Другої світової війни.
12 червня 2020 року, відповідно до розпорядження Кабінету Міністрів України № 730-р «Про визначення адміністративних центрів та затвердження територій територіальних громад Чернігівської області», увійшло до складу Батуринської міської громади.
19 липня 2020 року, в результаті адміністративно-територіальної реформи та ліквідації Бахмацького району, село увійшло до складу Ніжинського району Чернігівської області.